# Problema de Cauchy
Em equações diferenciais um problema de Cauchy (também chamado problema de valor inicial ou PVI) consiste em resolver uma equação diferencial sujeita a certas condições iniciais sobre a solução quando uma das variáveis que a definem (usualmente, a variável temporal), toma um determinado valor (usualmente, {\displaystyle t=0}, para modelar as condições do sistema no instante inicial).